# Trattato di San Pietroburgo (1723)
Il Trattato di San Pietroburgo del 23 settembre [corrispondente al 12 settembre del calendario giuliano] 1723 concluse la guerra russo-persiana del 1722-1723 tra la Russia imperiale e l'Iran safavide. L'accordo ratificò la cessione forzata da parte dell'Iran dei suoi territori nel Caucaso settentrionale, nel Caucaso meridionale e nell'odierno Iran settentrionale continentale, comprendente Derbent (odierno Dagestan), Baku, le rispettive aree circostanti di Shirvan, nonché le province di Gilan, Mazandaran e Astarabad. Il trattato specificava inoltre che il re iraniano avrebbe ricevuto le truppe russe per il mantenimento della pace interna.
Come afferma la Cambridge History of Iran;
Il firmatario dalla parte safavide era l'inviato Ismail Beg, che era stato inviato dallo stesso re Tahmasp II. Quando il testo del trattato fu portato nella temporanea capitale di Qazvin nell'aprile 1724 dal principe Boris Meshcherskii (un sottotenente del reggimento della Guardia Preobrazhensky), la popolazione era ben consapevole delle azioni della Russia. La folla indisciplinata ricevette Meshcherskii e il suo entourage con violente minacce. Fu ricevuto con la consueta cerimonia da Tahmasp II, ma quest'ultimo si rifiutò di ratificare il trattato. Tale decisione fu presa in quanto era chiaro che i russi, pur avendo occupato i territori iraniani, erano troppo esigui per rappresentare una grave minaccia, anche se l'Iran era stato gravemente indebolito a causa dei frenetici eventi della primi anni 1720. Inoltre, Tahmasp II sapeva che i russi non sarebbero stati in grado di aiutarlo a espellere i ribelli afghani. C'è anche la possibilità che Tahmasp II fosse a conoscenza dei negoziati segreti della Russia con l'Impero ottomano (vedi Trattato di Costantinopoli del 1724). Ismail Beg fu costretto a fuggire dalla punizione al ritorno e morì in esilio ad Astrachan' una ventina di anni dopo.

## Risvolti dopo il trattato
Tutti i territori conquistati furono restituiti all'Iran che sarebbe stato governato dall'emergente Nader Qoli Beg (in seguito noto come Nader Shah) rispettivamente nel 1732 e nel 1735, secondo i termini del Trattato di Resht e del Trattato di Ganja, sottoscritti durante il regno dell'imperatrice Anna Ioannovna.